# Bruchhausen (Arnsberg)
Bruchhausen ist ein Stadtteil der Stadt Arnsberg im Hochsauerlandkreis mit 3148 Einwohnern.

## Lage
Bruchhausen liegt im Tal der Ruhr. Südöstlich grenzt der Ort an den Stadtteil Niedereimer und nordwestlich an den Stadtteil Hüsten. Nordöstlich des Ortes führt die Autobahn A 46 (gleichzeitig B 7) vorbei, dahinter liegt der Naturpark Arnsberger Wald. Südwestlich trennt der Tempelberg den Ort vom Stadtteil Müschede. Nördlich liegt das Landschaftsschutzgebiet Bruchhausen.

## Geschichte

### Vorgeschichte
Für die Geschichtsschreibung bedeutende Ereignisse, die im Ort stattfanden, sind nicht überliefert. Auch über bedeutende Bodenfunde gibt es keine Nachweise.

### Geschichte im Mittelalter und Frühen Neuzeit

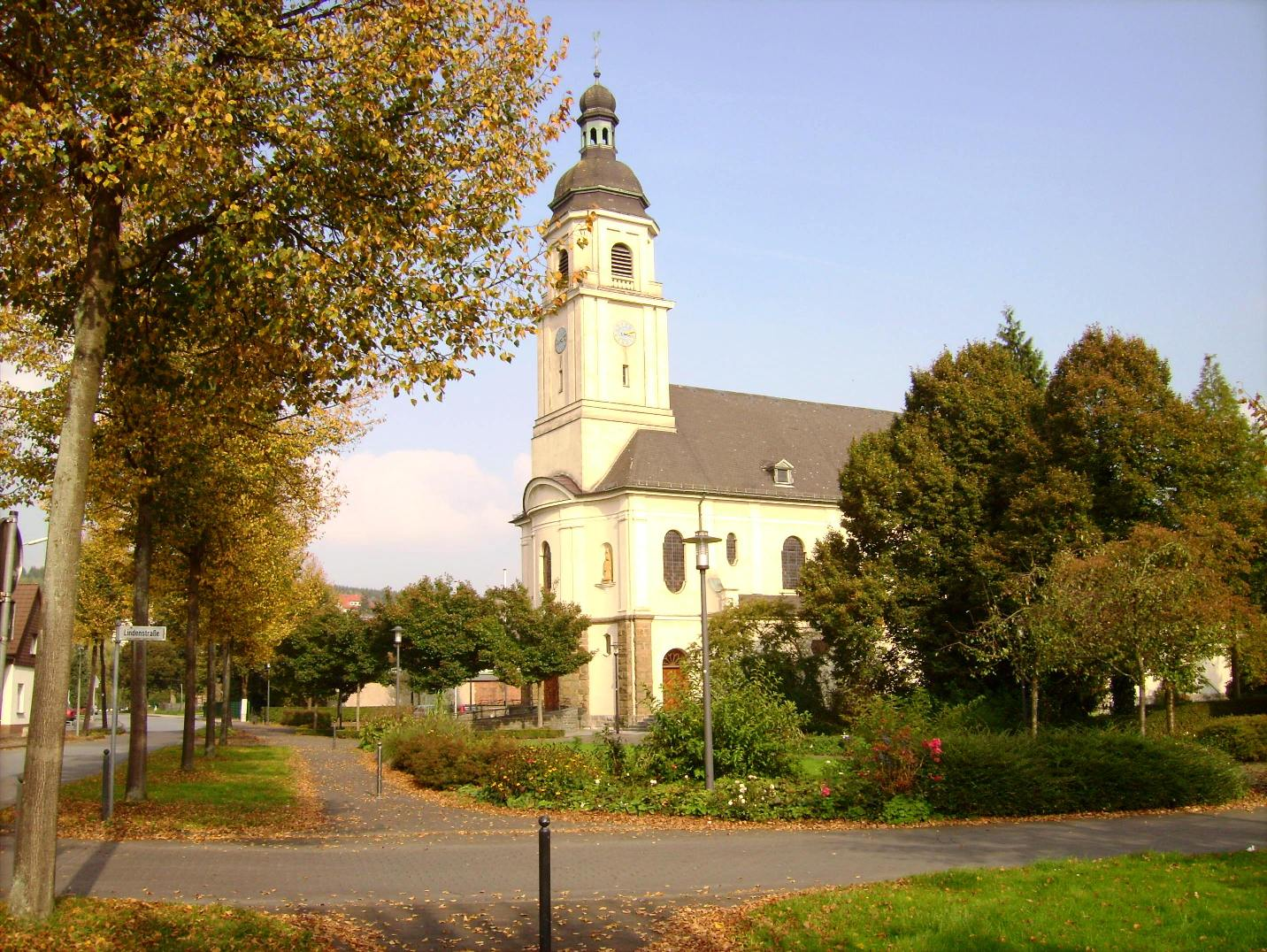
Katholische Kirche in Bruchhausen

Eine erste schriftliche Erwähnung findet Bruchhausen 1295 als Sitz eines Ministralengeschlechts der Grafen von Arnsberg genannt. Zu deren Besitz gehörten mehrere Höfe. Nach dem Aussterben des auch namensgebenden Geschlechts von Brockhusen wechselten sich verschiedene Geschlechter ab, ehe der Komplex schließlich in den Besitz der Familie von Fürstenberg überging. Der Hof Bruchhausen befand sich etwa in dem Gebiet des Sportzentrums Große Wiese bis zur Lindenstraße. Das ehemalige Rittergut befand sich hinter dem Sportzentrum, das Pförtnerhaus bei der alten Försterei. Daneben gab es einen weiteren Hof, der den Kölner Kurfürsten lehnspflichtig war. Dieser Hof stand westlich vom Hof Bruchhausen, das Gebiet gehörte in neuerer Zeit zur Freiheit Hüsten. Eine weitere Siedlungsstelle Lüttkebruchhausen wurde während der Soester Fehde 1444/45 zerstört und nicht mehr wiederbesiedelt. In einer Aufzeichnung des Soester Sekretärs v. d. Laken wird berichtet, dass die Soester bei einem Raubzug wunne de stenen Warden, twe Hoveluide Wohnungen Brochusen und Varnagen, plünderden was dair was und verbrannten se do yn Grunt (gewannen die steinernen Warten, die Wohnungen zweier Hofleute, Bruchhausen und Varnhagen, plünderten was da war und verbrannten sie bis auf den Grund). Es wurden auch landwirtschaftliche Gerätschaften und Vieh geraubt. Die Wüstung lag am rechten Ufer der Ruhr, oberhalb von Bruchhausen gegenüber der Freiheit Hüsten. Die Höfe waren von den Grafen von Arnsberg an Godescalcus de Brochusen und Bernardus dictus Wulf verlehnt. Den Haupthof, die Curtis Wagenburg besaßen die Edelherren von Ardey.
Um 1450 soll der damalige Pfarrer von Hüsten (von seiner Herkunft her der Sohn des Bürgermeisters von Soest) zur Sühne für die während der Kämpfe begangenen Gräueltaten die Kapelle zu Rodentelgen erbauen lassen. Nachdem diese von einer Flut der Ruhr zerstört worden war, wurde sie 1464 neu errichtet. In fünf Bauschritten wurde die Kapelle in den folgenden Jahrhunderten immer wieder erweitert. Zu dieser Kapelle gehörte eine Einsiedelei. In einer Abhandlung in den Blättern zur näheren Kunde Westfalens wird noch 1839 über die Kapelle berichtet: Sie steht zwischen Arnsberg und Hüsten in der Nähe des Dorfes Bruchhausen. Eine eigene Feldmark besaß Bruchhausen nicht, allerdings waren einige Bauern an der Mark in Hüsten beteiligt.

### Entwicklung seit der Industrialisierung
Mit dem Aufschwung der Industrie im benachbarten Hüsten wandelte sich die Sozial- und Wirtschaftsstruktur von Bruchhausen von einer landwirtschaftlich geprägten Gemeinde hin zu einem Industrieort. Bis dahin war die Klosfuhr der Mittelpunkt der Siedlung, das Gelände war nicht hochwassergefährdet und es gab genügend Ausdehnungsmöglichkeiten. Wegen der Ansiedlung der Industrie verschob sich der Ortsmittelpunkt in Richtung Arnsberger Straße und Krellstraße, von hier aus waren die gewerblichen Arbeitsplätze besser zu erreichen. Nach 1870 wurde direkt an der Ruhr ein Walzwerk als Tochterbetrieb der Hüstener Gewerkschaft angelegt. Hinzu kam vom selben Betreiber eine chemische Holzverkohlungsanlage. Während das Walzwerk in den ersten Jahrzehnten des 20. Jahrhunderts stillgelegt wurde, blieb die Holzverkohlungsanlage als chemische Fabrik mit anderen Produktionsschwerpunkten bestehen. Lange Zeit war die Fabrik im Besitz der Degussa, ehe die schwedische Firma Perstorp den Betrieb übernahm.

### Bauentwicklung
Die Hüttenwerke bauten um 1890 an der Werkstraße Häuser aus Stein für ihre Beschäftigten. Bis dahin war das Aussehen des Ortes von Fachwerkhäusern geprägt. Diese steinernen Doppelhäuser standen eng aneinandergereiht. Wegen eines Weges an der Rückseite der Gebäude konnten keine Gärten angelegt werden, so wurden Flächen zur Bewirtschaftung mit Gartenbau und Viehhaltung auf der anderen Straßenseite geschaffen. An der Arnsberger Straße bauten in der Zeit von etwa 1900 bis 1920 Privatleute individuelle Privathäuser, die sich von den monotonen Werkshäusern stark unterschieden und die auch das Siedlungsgebiet stark verdichteten. Auch diese neuen Häuser besaßen überwiegend Ställe und Gärten. Die Verbindung zwischen dem neuen und alten Siedlungsgebiet stellten die vor dem Ersten Weltkrieg errichteten Häuser an der Klausenstraße her. Hier fallen besonders die vorne liegenden Eingänge und Vorgärten auf. Diese Häuser wurden von den Industriemeistern und industriellen Facharbeitern gebaut. Die HIAG ließ für ihre Angestellten nach 1920 an der Kettlerstraße Doppelhäuser bauen. Sie besaßen einen Erker, eine große Fensterfront für freien Blick in das Ruhrtal und großzügige Treppenanlagen. Die später gebauten dreigeschossigen Häuser für die Arbeiter der Hüttenwerke hatten keine Vorgärten und Stallungen und waren für zehn bis zwölf Familien ausgelegt. Die Siedlung Rahnsberg gehörte bis 1960 zu Hüsten, hier wurden bis kurz vor dem Ausbruch des Krieges zwölf Einfamilienhäuser als geschlossene Blocksiedlung angelegt. Die Siedler, überwiegend kinderreiche Familien, mussten sich an der Rodung des Geländes beteiligen. Das Siedlungsgelände Rahnsberg wurde 1960 im Tausch gegen das Gelände am Klosfuhr von Hüsten nach Bruchhausen eingemeindet.

### Drittes Reich und Zweiter Weltkrieg
Die erste Sonnenwendfeier wurde 1933 abgehalten, um die deutsche Jugend zur Verbundenheit mit Natur und Heimat, Volk und Vaterland zu führen. Unter Führung der HJ versammelten sich alle Vereine und die Jugend an der Schule, ein Fackelzug ging zum Flussufer. Eine Protestkundgebung gegen den Schandvertrag von Versailles fand am 30. Juni 1933 statt. Es wurden Reden gehalten und das Deutschland- und Horst-Wessel-Lied gesungen. Die Zentrumspartei ging bei den Wahlen im Jahr 1933 als stärkste Kraft hervor. Der Gemeindevorsteher Schulte wurde noch einmal in seinem Amt bestätigt, später allerdings von Bösterling abgelöst. Während des Dritten Reiches waren auch in diesem Ort deutliche Tendenzen zum Nationalsozialismus zu erkennen. In Zeitungsberichten aus dem Jahr 1934 ist die Einflussnahme der NSDAP zu erkennen und eine sanfte Ausübung von Druck auf die Einwohner. Eine Gleichschaltung aller Vereine erfolgte 1935, nur noch Menschen mit nachgewiesener arischer Abstammung war die Mitgliedschaft erlaubt. Um das deutsche Volksbewusstsein zu stärken, wurde nicht mehr zum reinen Vergnügen gesungen, sondern nach der verordneten Mustersatzung. Die gewählten Vorstände der Vereine wurden zu Vereinsführern ernannt. In der Folgezeit wurden die Sitzungen des Gemeinderates mit einem dreifachen Sieg Heil eröffnet. Der Bürgermeister fasste im September 1935 den Beschluss, den Zuzug von Juden in die Gemeinde Bruchhausen sowie den Erwerb von Grundstücken von Juden nicht mehr zu gestatten, da verlautbart wurde, daß eine sittlich nicht einwandfreie jüdische Person ihren Einzug in die Gemeinde Bruchhausen halten wollte.
Die Gemeinde erreichte 1937 durch zielbewusste und sparsame Wirtschaftsführung ihre Schuldenfreiheit. Im selben Jahr wurde mit der Errichtung eines Wasserwerkes begonnen, die Ruhrstraße kanalisiert und weitere Straßen repariert. Der Landrat Teipel nahm am Festzug zum Erntedankfest teil. Der Trinkwassermangel der vergangenen Zeit wurde 1938 durch die Fertigstellung des Wasserwerkes beendet. Der Reichsarbeitsdienst forcierte den Ausbau des Siedlungsgeländes am Rahnsberg. Das Walzwerk schloss 1939 seine Pforten, die hier beschäftigten Arbeiter konnten im Zweigwerk in Hüsten beschäftigt werden. Der Bau einer Badeanstalt und eines großen Heimes für die HJ wurde geplant. Mit Rundschreiben wurden die Vereinsmitglieder und deren Ehepartner aufgefordert, einen Ariernachweis zu erbringen. Am 22. Februar 1945 wurde der Ort bombardiert. Die Kirche und das Haus des Pastors wurden teilweise zerstört, zwei Personen starben. Am 10. April 1945 nahmen amerikanische Truppen Bruchhausen ein.

### Nachkriegszeit
In den ersten Tagen der Besatzung durch die Amerikaner gab es erhebliche Probleme mit überwiegend polnischen Zwangsarbeitern, die während des Krieges nach hier verschleppt worden waren. Die befreiten Arbeiter stahlen und plünderten Lebensmittel und Wertsachen. Zwischen den Einheimischen und Polen kam es zu Übergriffen und Schlägereien. Die Amerikaner blieben nur kurz im Ort, sie wurden durch die Britische Rheinarmee abgelöst. Die erste Gemeinderatssitzung nach dem Krieg fand am 9. Januar 1949 unter Leitung des Bürgermeisters Josef Schumacher statt. Die Militärregierung hatte diesen Gemeinderat eingesetzt, da nach deren Ansicht in diesem unorganisierten Zustand, Wahlen noch nicht möglich sind.
In den Jahren nach dem Krieg herrschte Mangel an Nahrungsmitteln und an Wohnraum, die Nahrungsversorgung wurde mit Lebensmittelkarten geregelt, für die das Kreisernährungsamt in Arnsberg zuständig war. Die Erträge aus den eigenen Gärten dienten zum Tauschhandel mit Menschen in der Umgebung, der Schwarzmarkt blühte. Eine große Anzahl von Evakuierten und Flüchtlingen musste untergebracht werden, in einer Wohnbaracke der Honselwerke fanden 85 Menschen auf engstem Raum eine Unterkunft. Trotz Einführung der DM am 20. Juni 1948 gab es noch bis 1950 Lebensmittelkarten und Wohnraumbewirtschaftung. Um 1953 entstanden die Siedlungen Im Brauk und Ruhrkamp, deren Bau durch den Zuzug von Kriegsflüchtlingen notwendig wurde, als Bauträger fungierten gemeinnützige Wohnungsbaugesellschaften. Es wurden ein- und eineinhalbgeschossige Einfamilienhäuser errichtet. Durch einen annähernd gleichen Grundriss wurde der Charakter einer geschlossenen Siedlung erreicht. Zu Beginn der 1960er Jahre entstanden in der Nähe der Arnsberger Straße sechs Mietshäuser für je sechs Familien, in den Untergeschossen war Platz für Geschäftslokale. Auf die Anlage von Grünflächen wurde verzichtet.
Durch die verkehrsgünstige Lage entstanden nach dem Zweiten Weltkrieg sowohl Richtung Niedereimer als auch in Richtung Hüsten große Gewerbegebiete. Von Bedeutung sind etwa das ehemalige Duropalwerk, das heute zur Pfleiderergruppe gehört, sowie die Firma Interprint.

### Eingemeindung
Am 1. Januar 1975 wurde Bruchhausen durch das Sauerland/Paderborn-Gesetz in die Stadt Arnsberg eingegliedert.

### Einwohnerentwicklung
Mit der industriellen Entwicklung stiegen auch die Bevölkerungszahlen an:
| Jahr | Einwohner | Quelle |
| ---- | --------- | ------ |
| 1871 | 288       |        |
| 1895 | 590       |        |
| 1905 | 782       |        |
| 1914 | 1126      | [ 15 ] |
| 1925 | 964       |        |
| 1939 | 1458      |        |
| 1961 | 2209      | [ 14 ] |
| 1970 | 2403      | [ 14 ] |
| 1974 | 2638      | [ 16 ] |
| 2006 | 3331      |        |
| 2010 | 3296      |        |
| 2012 | 3281      |        |
| 2013 | 3236      |        |
| 2014 | 3211      |        |
| 2016 | 3215      |        |

## Politik

### Wappen
Blasonierung:
In Rot ein mit drei roten Wecken belegter goldener Schrägbalken, begleitet oben von einem goldenen Salbgefäß, unten von einem kurzen goldenen Schwert.
Beschreibung:
Aus dem Wappen der adligen Familie von Eickel ist der Rautenschrägbalken mit veränderter Farbgebung entnommen. Schwert und Salbgefäß sind Sinnbilder der Heiligen Lucia und der Heiligen Maria Magdalena, denen die Wallfahrtskapelle von Rodentelgen geweiht ist. Die amtliche Genehmigung erfolgte am 22. März 1963.

## Gebäude
- Die Rodentelgenkapelle ist eine gotisch überformte Kapelle des 15. Jahrhunderts, sie war Vorgänger der Pfarrkirche St. Maria Magdalena.
- Die katholische Pfarrkirche St. Maria Magdalena und Lucia ist ein denkmalgeschütztes Kirchengebäude, sie wurde 1925 in neubarockem Stil errichtet.

## Evangelische Gemeinde
Die evangelische Gemeinde gehört zum Kirchenkreis Arnsberg. Sie ist eine typische Diaspora-Gemeinde im mehrheitlich katholisch geprägten Sauerland. Nachdem das Gebiet 1802 zum Großherzogtum Hessen kam, siedelten sich erste evangelische Christen als Handwerker und Arbeiter an. Nach dem Wiener Kongress im Jahre 1815 kamen wiederum evangelische Christen als Soldaten und Beamte in den Ort. Im Jahre 1926 lebten hier 59 Menschen evangelischen Glaubens unter 1.274 Katholiken. Die Männer arbeiteten überwiegend im Walzwerk und in der Chemiefabrik. Bis 1950 erhöhte sich die Zahl der evangelischen Einwohner auf 184 gegenüber 1782 Katholiken; 1970 war das Verhältnis 273/2098. Die pfarramtliche Betreuung lag seit 1923 bei der Kirchengemeinde in Hüsten. Eine Vereinbarung im Jahr 1969 ermöglichte das Abhalten von Gottesdiensten in der katholischen Magdalenenkirche. Danach wurde die Rodentelgenkapelle gemietet und als Gotteshaus genutzt.

## Schulentwicklung

### Grundschule
Ursprünglich mussten die Kinder die Pfarrschule in Hüsten besuchen. Wegen des sehr langen Schulweges und der schlechten Straßenverhältnisse wurde um 1730 im Klausnergebäude neben der Rodentelgenkapelle ein 18 m² großer Schulraum eingerichtet, der mit Sitzgelegenheiten, aber nicht mit Tischen ausgestattet war. Den unentgeltlichen Unterricht übernahm der in der Klause wohnende Eremit. Der Klausner Joseph Westervoß erhielt 1792, mit der Auflage seinen Eremitenrock abzulegen, eine feste Anstellung als Lehrer. Er verstarb um 1818; wann der nächste Lehrer, sein Name war Ludwig Dransfeld, eingestellt wurde, ist nicht überliefert. Er unterrichtete 75 Schüler aus Bruchhausen und Niedereimer. Da es ihm nicht gelang, das Lehrerseminar in Büren erfolgreich abzuschließen, entließ man ihn wieder. Wegen des Anwachsens der Schülerzahl musste ein neuer Klassenraum bei dem Bauern Molitor angemietet werden, bei Bedarf kam dann noch ein Raum in der örtlichen Gastwirtschaft Schumacher hinzu. Ein gemeindeeigener Schulraum wurde um 1829 gebaut, hier unterrichtete der Lehrer Eberhard Pieper 43 Jahre lang. Die Schülerzahl nahm weiter zu, 1855 wurde eine Mädchenschule gebaut; ein neues Schulgebäude mit drei Klassenräumen wurde 1904 vollendet. Während des Zweiten Weltkrieges belegte 1945 die Waffen-SS die Mädchenschule und nutzte sie als Lebensmitteldepot. Das andere Schulgebäude wurde von Soldaten der Wehrmacht genutzt. Nach dem Ende des Krieges besetzten alliierte Soldaten eine Zeitlang die Gebäude. Offizielle Wiedereröffnung war am 13. September 1945. Da nur vier Räume zur Verfügung standen mussten teilweise Klassen mit über 50 Schülern unterrichtet werden. Ein Ausbau des Dachbodens im Jahr 1950 sollte Abhilfe schaffen. 1956 wurde der dreigeschossige langgezogene Anbau mit sechs Klassenzimmern beendet; moderne Toilettenanlagen ersetzten die alten Abtritte. 2015 wurden diese nach langer Zeit ausgetauscht. Insgesamt fanden hier 230 Kinder Platz. Die alte Mädchenschule wurde aufgelöst.

### Gewerbliche Fortbildungsschule
Die Einrichtung einer gewerblichen Fortbildungsschule wurde 1906 von der königlichen Regierung in Arnsberg genehmigt. Ein gewähltes Kuratorium hatte die Aufgabe, die Einzelheiten zu klären. Die Schule wurde am 1. Juni 1907 auf dem Gelände des Walzwerkes eröffnet, erster Schulleiter war der Hauptlehrer Schmies. Etwa 50 Lehrlinge, Gesellen, Gehilfen und gewerbliche Mitarbeiter wurden hier in den Fächern Rechnen, Deutsch, Zeichnen und Religion unterrichtet. Die Lehrer wurden während des Ersten Weltkrieges vom Kriegsdienst befreit, um den Schulbetrieb zu gewährleisten. Der Unterrichtsstoff wurde um die Fächer Kriegsbelehrung, Kalkulation und Buchführung erweitert. Aufgrund einer Kreissatzung waren ab 1923 alle männlichen Jugendlichen unter 18 Jahren schulpflichtig, sofern sie in einem Ort arbeiteten oder lebten, in dem es eine Berufsschule gab. In den 1930er Jahren gab es verschiedene Bestrebungen, die Schule aus Kostengründen zu schließen. Daraufhin wurde der Berufsschul-Zweckverband Neheim-Hüsten gegründet. Schulräume standen in der Villa Bremer in Hüsten zur Verfügung, auch die Berufsschüler aus Bruchhausen besuchten dann diese neue Schule. Die verschiedenen Zweckverbände der einzelnen Städte waren die Vorläufer der Berufsschulen des Kreises Arnsberg.

## Vereine
- TuS Bruchhausen 02 e. V. (Abteilungen: Fußball; Leichtathletik; Tennis; Tischtennis; Turnen)
- Kolpingfamilie Bruchhausen Ruhr e. V.
- Musikverein Bruchhausen
- Schützenbruderschaft St. Maria Magdalena Bruchhausen 1849 e. V.
- Gesangverein Eintracht Bruchhausen 1881